# Gestänge

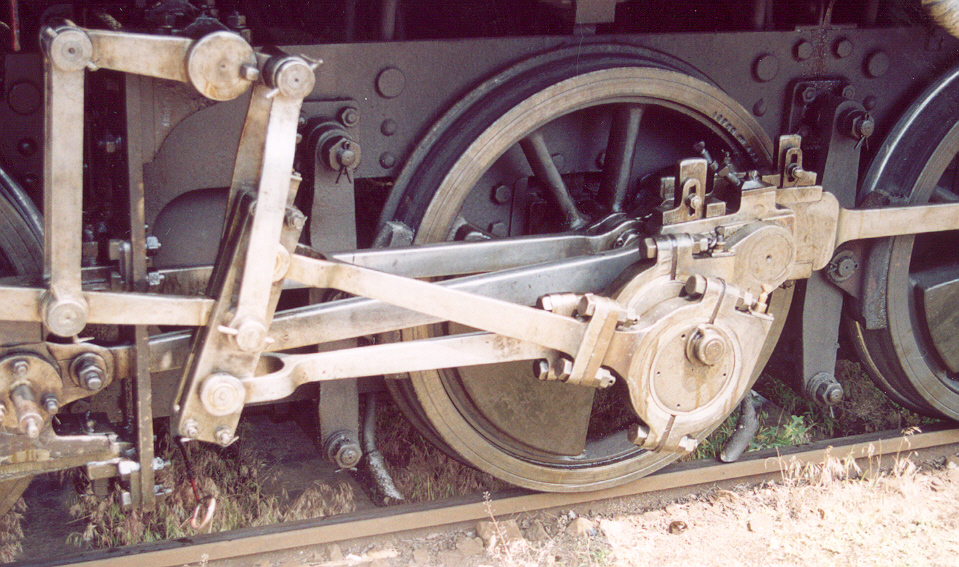
Antriebs- und Steuergestänge einer Dampflokomotive

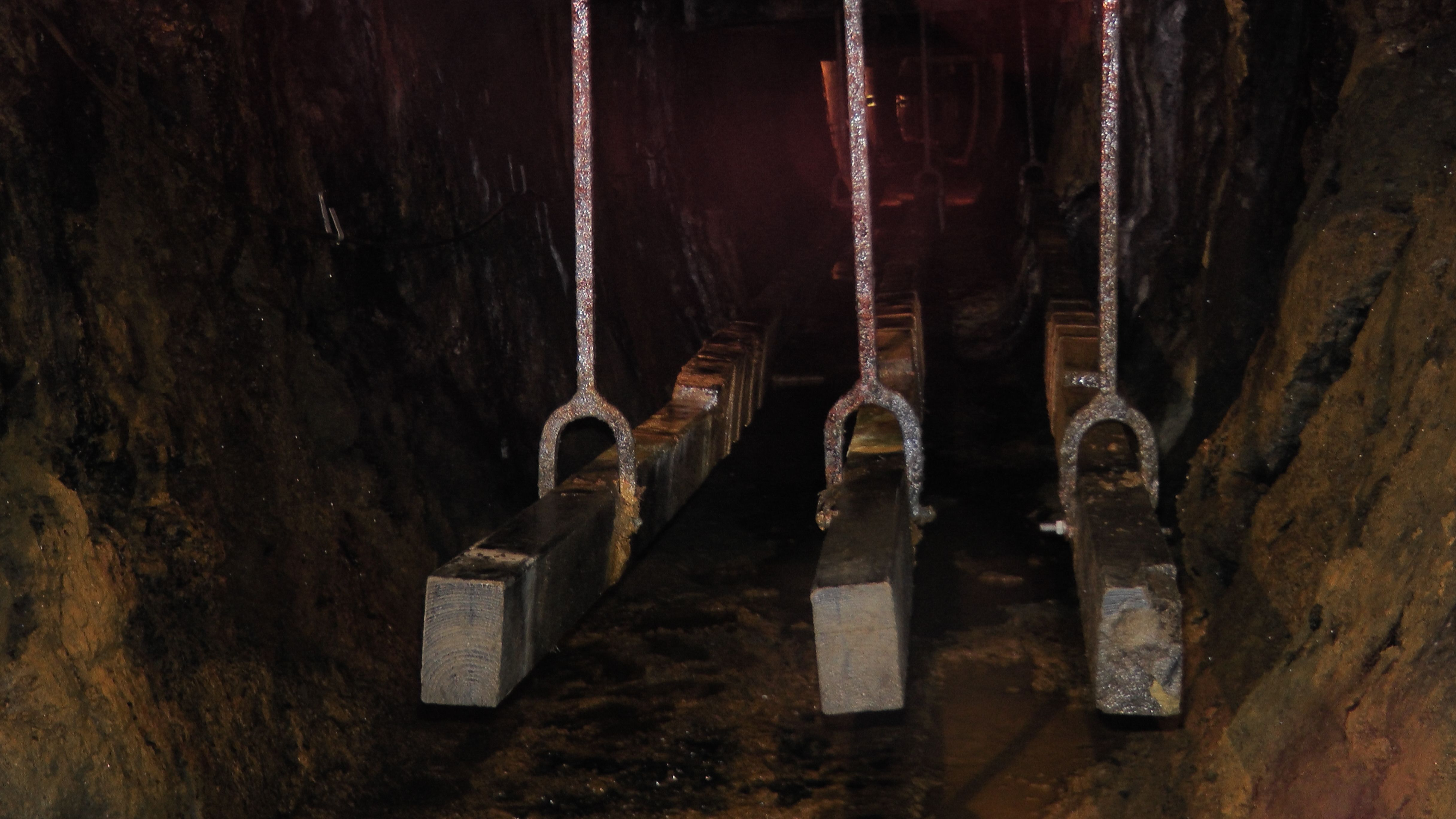
Gestänge im Bergbau, Bergwerk Rammelsberg

Gestänge bezeichnet im Maschinenbau und in der Konstruktion mehrere fest oder gelenkig miteinander verbundene stabförmige Metallprofile (Stangen), die Bewegungen und Kräfte übertragen. Beispiele für die Verwendung sind Bremsgestänge, Kupplungsgestänge, Lenkgestänge und Koppelgetriebe. Im weiteren Sinne wird der Begriff auch auf Konstruktionen angewendet, die als tragende Rahmen in Bereichen wie dem Zeltbau genutzt werden.

## Gestänge im Maschinenbau

### Bremsgestänge
Das Bremsgestänge ist die Gesamtheit der Stangen und Gelenke, welche die Übertragung und Übersetzung der Bewegung zwischen bremseinleitender Kraft und Bremsklotz übernimmt.
Relativ einfache Gestänge finden sich beispielsweise an alten Fahrradbremsen vorne, wo über ein Umlenkgestänge ein flacher Gummiklotz direkt auf das Vorderrad gedrückt wurde oder auch heute noch bei vielen Motorrad-Hinterradbremsen, wo über ein Fußbremshebel und eine Zugstange die Bremskraft auf den Bremswellenhebel einer Trommelbremse übertragen wird.
Komplexe Bremsgestänge finden sich vor allem an den Bremsen einfacher Eisenbahnfahrzeuge, bei denen ein Bremszylinder für die Betätigung von z. B. acht Bremsklötzen an zwei Achsen eines Güterwagens zuständig ist. Das Bremsgestänge stellt (bei Außerachtlassung eines verschleißbedingten unterschiedlichen Gestängewiderstandes) sicher, dass an allen Bremsklötzen die gleiche Andruckkraft auf die Räder wirkt.
Einfachere Bremsgestänge finden sich z. B. an Scheibenbremsen, bei denen über eine Zangenbewegung die Bremsklötze auf beiden Seiten der Scheibenbremse mit gleicher Kraft angepresst werden.

### Weitere mechanische Anwendungen
Weitere Beispiele mechanischer Gestänge finden sich in Kupplungs- und Lenkmechanismen sowie in komplexen Koppelgetrieben. Hier liegt der Schwerpunkt auf einer präzisen Kraftübertragung und einer optimalen Bewegungssteuerung, die für die jeweilige Anwendung maßgeschneidert sind.

## Gestänge in der Bau- und Konstruktionstechnik

### Zeltgestänge
Neben den Anwendungen im Maschinenbau finden Gestänge auch im Bauwesen Verwendung – ein Beispiel hierfür ist das Zeltgestänge. Diese Konstruktionen bilden den leichten Rahmen von Zelten und temporären Unterständen und zeichnen sich durch folgende Merkmale aus:
- Leichtbauweise: Häufig werden Materialien wie Aluminium oder Glasfaser-verstärkter Kunststoff, teils auch mit Carbonfaser-Verstärkungen verwendet, um ein geringes Gewicht bei gleichzeitig hoher Stabilität zu erreichen. Größere Lasten tragende Materialien sind Varianten aus verzinktem Stahl.
- Modularität und einfache Montage: Zeltgestänge sind so konzipiert, dass sie schnell auf- und abgebaut werden können, was sie ideal für temporäre Bauten, Camping und Veranstaltungen macht.
- Statische Auslegung[1]: Trotz ihrer einfachen Bauweise müssen Zeltgestänge statischen Anforderungen wie Wind- und Schneelasten standhalten. Hier kommen dieselben Prinzipien der Kraftübertragung und Lastverteilung zum Einsatz, die auch in mechanischen Gestängen Anwendung finden.

### Gerüstgestänge
Gerüstgestänge findet im Bauwesen vor allem bei der Errichtung von temporären Arbeits- und Sicherungsstrukturen Anwendung. Dabei handelt es sich um modulare Systeme, die aus stabförmigen Elementen – häufig aus rostfreiem Stahl oder Aluminium – bestehen und als Gerüste an Baustellen zum Einsatz kommen. Die Konstruktion dieser Gerüste basiert auf den gleichen Prinzipien wie andere Gestänge: Durch die gezielte Verbindung und Anordnung der Bauteile wird eine gleichmäßige Lastverteilung und Stabilität erreicht. Wichtige Aspekte dabei sind:
- Modularität und Flexibilität: Gerüstgestänge ist so konzipiert, dass es an die jeweiligen Anforderungen verschiedener Baustellen angepasst werden kann. Die einzelnen Module lassen sich schnell zusammen- und abbauen.

- Statische Sicherheit: Die Konstruktion gewährleistet, dass auch dynamische Belastungen, etwa durch Wind oder Erschütterungen, sicher abgeleitet werden. Dies ist essenziell, um die Stabilität der gesamten Gerüststruktur zu gewährleisten.
- Materialauswahl: Leichtbauweise bei gleichzeitiger hoher Tragfähigkeit ist ein zentrales Kriterium. Daher kommen oft Materialien zum Einsatz, die sowohl korrosionsbeständig als auch belastbar sind.

Durch diese Eigenschaften erfüllt das Gerüstgestänge wichtige Anforderungen im Bauwesen, indem es den sicheren Zugang zu Bauwerken und hohen Strukturen ermöglicht und dabei gleichzeitig den Prinzipien des Gestängebaus – der Übertragung und Verteilung von Kräften über stabförmige Elemente – folgt.

## Vergleich der Konstruktionsprinzipien
Obwohl die Einsatzbereiche von Zeltgestängen und mechanischen Gestängen stark variieren, beruhen beide auf dem grundlegenden Prinzip, Kräfte über stabförmige Elemente zu übertragen und zu verteilen. Während im Maschinenbau oft höchste Präzision und Wiederholgenauigkeit gefordert sind, steht im Zeltbau die schnelle und flexible Montage im Vordergrund – beide Anwendungen nutzen jedoch vergleichbare physikalische Grundlagen.